# Championnats de France d'athlétisme 2020
Navigation
Championnats 2019 Championnats 2021
Les Championnats de France d'athlétisme « Élite » 2020 se déroulent  du 12 au 13 septembre 2020, au Stadium municipal d'Albi, qui accueille pour la quatrième fois cette compétition, après 2008, 2011 et 2018. Il s'agit également du centenaire de la création de la FFA.
Le 3 avril, la Fédération française d'athlétisme annonce que l'édition qui devait avoir lieu à Angers du 19 au 21 juin est reportée ultérieurement, en raison de la Pandémie de Covid-19.
36 épreuves figurent au programme de cette compétition (18 masculines et 18 féminines).
Les épreuves combinées (décathlon et heptathlon) se déroulent les 19 et 20 septembre 2020 au Stade de Lattre-de-Tassigny à Aubagne.

## Programme
| Finales | 12 septembre | 13 septembre |
| ------- | --- | --- |
| Hommes  | 100 m, 5 000 m, 3 000 m steeple, saut en hauteur, saut à la perche, triple saut, lancer du poids, lancer du marteau, lancer du javelot | 200 m, ,400 m, 800 m, 1 500 m, 110 m haies, 400 m haies, saut en longueur, lancer du disque, 10 km marche                                            |
| Femmes  | 100 m, 1 500 m, 5 000 m, 100 m haies, saut en longueur, lancer du poids, lancer du javelot                                             | 200 m, 400 m, 800 m, 400 m haies, 3 000 m steeple, saut en hauteur, saut à la perche, triple saut, lancer du marteau, lancer du disque, 10 km marche |

## Résultats

### Hommes
| Épreuves | Or                                | Argent                            | Bronze                            |
| --- | --------------------------------- | --------------------------------- | --------------------------------- |
| 100 m (vent : + 0,7 m/s) | Mouhamadou Fall 10 s 16 (SB)      | Amaury Golitin 10 s 19 (SB)       | Dylan Rigot 10 s 30 (SB)          |
| 200 m (vent : + 0,7 m/s) | Amaury Golitin 20 s 67 (PB)       | Sasha Zhoya 20 s 68 (PB)          | Pablo Matéo 20 s 99               |
| 400 m | Ludvy Vaillant 45 s 46 (SB)       | Téo Andant 46 s 80 (PB)           | Dylan Chesneau 47 s 08 (PB)       |
| 800 m | Benjamin Robert 1 min 48 s 68     | Renaud Rosière 1 min 48 s 89      | Julian Ranc 1 min 49 s 23         |
| 1 500 m | Alexis Miellet 3 min 40 s 92 (SB) | Baptiste Mischler 3 min 40 s 97   | Quentin Tison 3 min 41 s 17       |
| 5 000 m | Jimmy Gressier 13 min 33 s 08     | Fabien Palcau 13 min 35 s 61 (PB) | Dorian Coninx 13 min 40 s 11 (PB) |
| 110 m haies (vent : 0,0 m/s) | Wilhem Belocian 13 s 20           | Jeanice Laviolette 13 s 52 (PB)   | Just Kwaou-Mathey 13 s 61 (PB)    |
| 400 m haies | Wilfried Happio 49 s 97           | Edgar Levard 51 s 46 (PB)         | Rayan Duperme 51 s 67 (PB)        |
| 3 000 m steeple | Djilali Bedrani 8 min 35 s 39     | Mehdi Belhadj 8 min 40 s 89       | Louis Gilavert 8 min 41 s 27      |
| 10 kilomètres marche | Gabriel Bordier 39 min 17 s (PB)  | David Kuster 42 min 1 s (SB)      | Dimitri Durand 42 min 26 s (PB)   |
| Saut en hauteur | Sébastien Micheau 2,18 m          | Raphael Moudoulou 2,15 m (PB)     | Dorian Tharaud 2,12 m             |
| Saut à la perche | Renaud Lavillenie 5,80 m (SB)     | Valentin Lavillenie 5,70 m (SB)   | Ethan Cormont 5,58 m (SB)         |
| Saut en longueur | Yann Randrianasolo 7,91 m         | Al-Assane Fofana 7,83 m (PB)      | Tom Campagne 7,80 m (SB)          |
| Triple saut | Jean-Marc Pontvianne 16,85 m      | Enzo Hodebar 16,72 m (PB)         | Benjamin Compaoré 16,38 m (SB)    |
| Lancer du poids | Frédéric Dagée 19,74 m (SB)       | Antoine Duponchel 18,02 m (SB)    | Yann Moisan 17,79 m (SB)          |
| Lancer du disque | Lolassonn Djouhan 60,07 m         | Tom Reux 56,23 m                  | Dean-Nick Allen 53,00 m           |
| Lancer du marteau | Quentin Bigot 76,42 m (SB)        | Yann Chaussinand 73,61 m (PB)     | Enguerrand Decroix Têtu 69,83 m   |
| Lancer du javelot | Lukas Moutarde 75,71 m (SB)       | Teuraiterai Tupaia 73,07 m (PB)   | Rémi Conroy 71,76 m (SB)          |
| Décathlon | Axel Hubert 8 260 pts (WL, PB)    | Ruben Gado 7 738 pts              | Théo Rouai 7 313 pts              |
| Records et Performances - AR : Record continental (area record) - CR : Record des championnats (championship record) - MR : Record du meeting (meet record) - NR : Record national (national record) - OR : Record olympique (olympic record) - PR : Record paralympique (paralympic record) - PB : Record personnel (personal best) - SB : Meilleure performance personnelle de la saison (season's best) - WL : Meilleure performance mondiale de l'année (world leader) - WJR : Record du monde junior (world junior record) - WR : Record du monde (world record) Circonstances et Conditions - DNF : N'a pas terminé (did not finish) - DNS : N'a pas pris le départ (did not start) - DQ : Disqualification (disqualification) - NM : Aucun essai valable enregistré (No Mark) - Q : Qualifié « directement » au prochain tour (ou à la prochaine compétition), lors d'une compétition majeure, grâce au classement ou à la réalisation des minima (automatic qualifier) - q : Qualifié au prochain tour (ou à la prochaine compétition), lors d'une compétition majeure, grâce au repêchage ou à la réalisation de l'une des meilleures performances parmi celles des « non qualifiés directement » (grâce au meilleur temps ou à la meilleure distance par exemple) (secondary qualifier) |                                   |                                   |                                   |

### Femmes
| Épreuves | Or                                          | Argent                                | Bronze                             |
| --- | ------------------------------------------- | ------------------------------------- | ---------------------------------- |
| 100 m (vent : + 0,6 m/s) | Carolle Zahi 11 s 28 (SB)                   | Wided Atatou 11 s 38 (PB)             | Jessie Saint-Marc 11 s 46 (PB)     |
| 200 m (vent : + 0,7 m/s) | Carolle Zahi 22 s 98 (SB)                   | Wided Atatou 23 s 12 (PB)             | Maroussia Paré 23 s 50 (SB)        |
| 400 m | Sokhna Lacoste 52 s 48 (PB)                 | Amandine Brossier 52 s 66 (SB)        | Diana Iscaye 52 s 93 (SB)          |
| 800 m | Noélie Yarigo 2 min 4 s 76                  | Cynthia Anaïs 2 min 5 s 28            | Léna Kandissounon 2 min 5 s 30     |
| 1 500 m | Bérénice Fulchiron 4 min 23 s 66            | Bérénice Cleyet-Merle 4 min 24 s 02   | Marine Houel 4 min 24 s 97         |
| 5 000 m | Alessia Zarbo 15 min 56 s 46                | Aude Korotchansky 15 min 58 s 58 (PB) | Emeline Delanis 16 min 2 s 54 (PB) |
| 100 m haies (vent : + 1,5 m/s) | Cyréna Samba-Mayela 12 s 73 (PB)            | Solenn Compper 13 s 20 (SB)           | Fanny Quenot 13 s 36               |
| 400 m haies | Farah Clerc 57 s 91 (SB)                    | Shana Grebo 58 s 00                   | Meriem Sahnoune 58 s 32 (PB)       |
| 3 000 m steeple | Alice Finot 10 min 1 s 58                   | Flavie Renouard 10 min 2 s 39         | Claire Palou 10 min 2 s 54         |
| 10 kilomètres marche | Eloïse Terrec 45 min 35 s (PB)              | Émilie Menuet 46 min 55 s (SB)        | Camille Moutard 47 min 28 s (PB)   |
| Saut en hauteur | Solène Gicquel 1,87 m (SB)                  | Claire Orcel 1,87 m                   | Léonie Cambours 1,83 m (SB)        |
| Saut à la perche | Marion Lotout 4,55 m (SB)                   | Margot Chevrier 4,30 m                | Mallaury Sautereau 4,20 m (SB)     |
| Saut en longueur | Éloyse Lesueur-Aymonin 6,44 m (SB)          | Yanis David 6,35 m                    | Rougui Sow 6,28 m                  |
| Triple saut | Jeanine Assani-Issouf 13,59 m (SB)          | Ilionis Guillaume 13,55 m (SB)        | Sohane Aucagos 13,34 m (PB)        |
| Lancer du poids | Amanda Ngandu-Ntumba 16,01 m (PB)           | Caroline Métayer 15,02 m              | Alexandra Aubry 13,83 m (SB)       |
| Lancer du disque | Mélina Robert-Michon 60,06 m                | Irène Donzelot 54,74 m                | Amanda Ngandu-Ntumba 52,59 m       |
| Lancer du marteau | Alexandra Tavernier 72,76 m                 | Lorelei Taillandier 64,32 m (PB)      | Rose Loga 63,98 m                  |
| Lancer du javelot | Alexie Alaïs 58,11 m                        | Jöna Aigouy 56,09 m (PB)              | Evelina Mendes 54,10 m             |
| Heptathlon | Cassandre Aguessy-Thomas 5 542 pts (WL, PB) | Célia Perron 5 421 pts                | Sabrina Gros 4 912 pts             |
| Records et Performances - AR : Record continental (area record) - CR : Record des championnats (championship record) - MR : Record du meeting (meet record) - NR : Record national (national record) - OR : Record olympique (olympic record) - PR : Record paralympique (paralympic record) - PB : Record personnel (personal best) - SB : Meilleure performance personnelle de la saison (season's best) - WL : Meilleure performance mondiale de l'année (world leader) - WJR : Record du monde junior (world junior record) - WR : Record du monde (world record) Circonstances et Conditions - DNF : N'a pas terminé (did not finish) - DNS : N'a pas pris le départ (did not start) - DQ : Disqualification (disqualification) - NM : Aucun essai valable enregistré (No Mark) - Q : Qualifié « directement » au prochain tour (ou à la prochaine compétition), lors d'une compétition majeure, grâce au classement ou à la réalisation des minima (automatic qualifier) - q : Qualifié au prochain tour (ou à la prochaine compétition), lors d'une compétition majeure, grâce au repêchage ou à la réalisation de l'une des meilleures performances parmi celles des « non qualifiés directement » (grâce au meilleur temps ou à la meilleure distance par exemple) (secondary qualifier) |                                             |                                       |                                    |

## Droits et diffusion TV
Les Championnats de France sont retransmis en direct et en intégralité sur la chaîne L'Équipe. Les commentateurs et consultants sportifs couvrant l'événement sont : Claire Bricogne, François-Xavier de Châteaufort, Bob Tahri et Jimmy Vicaut.